# Stegodyphus
Stegodyphus là một chi nhện trong họ Eresidae.

## Hình ảnh

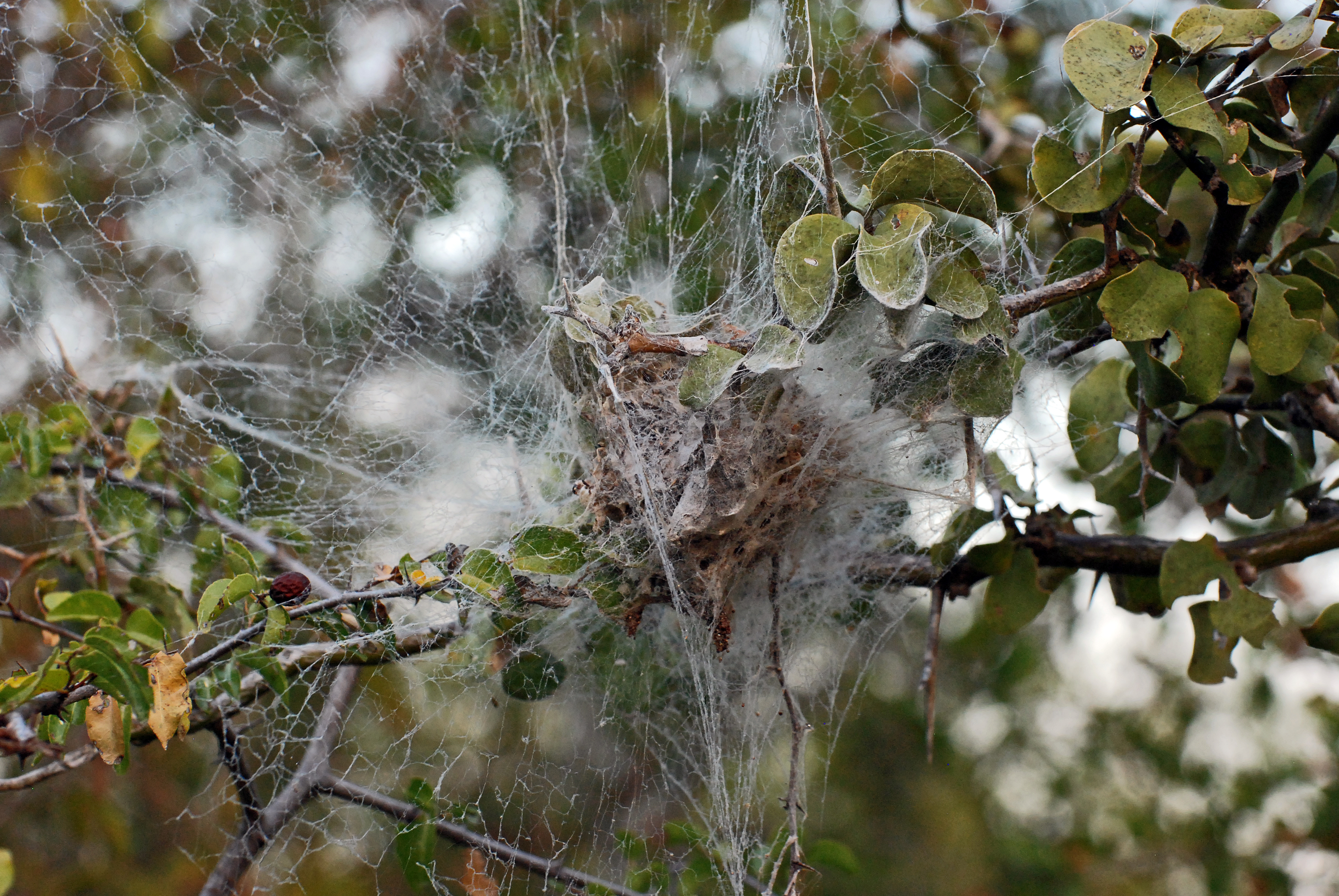
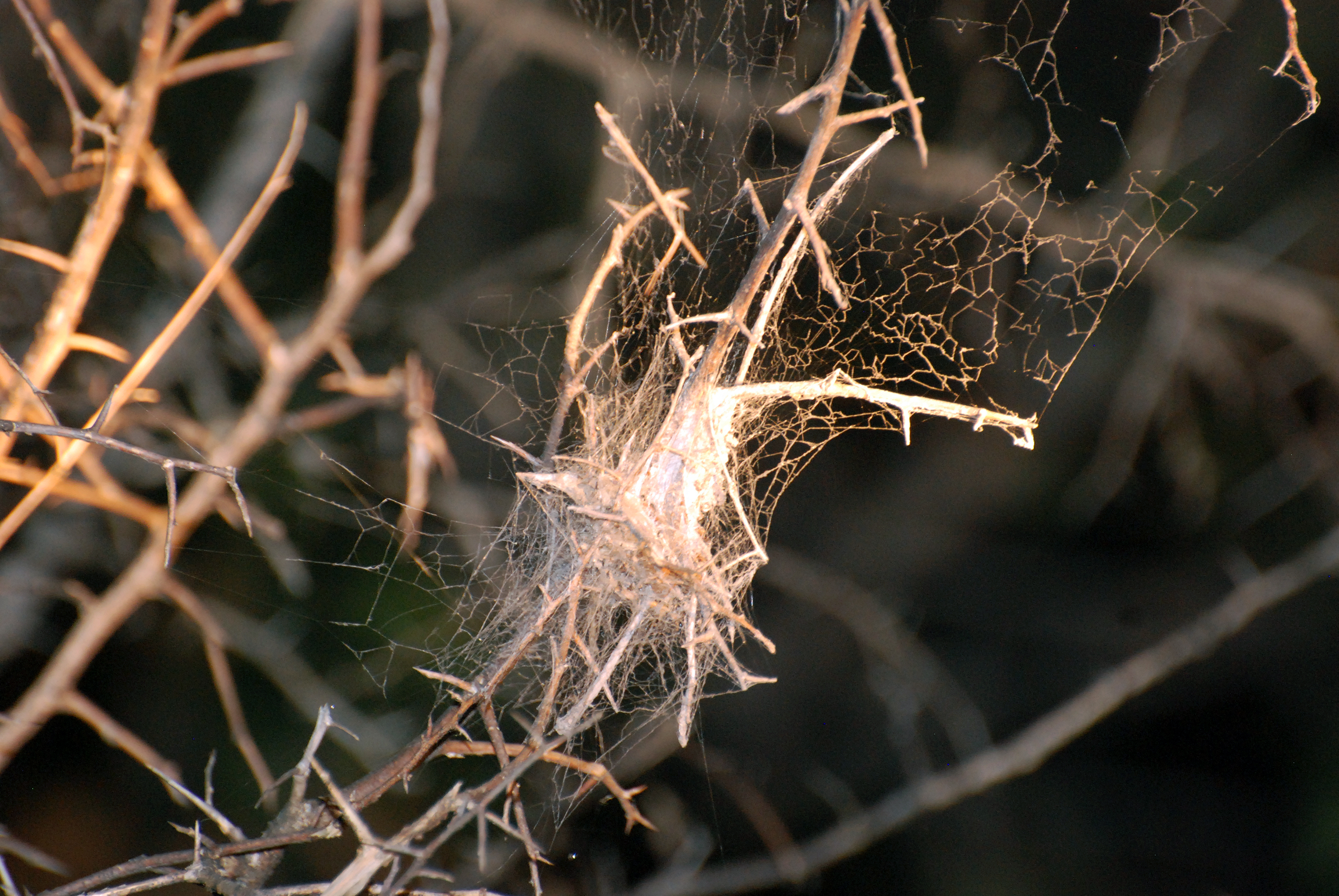